# Detenção

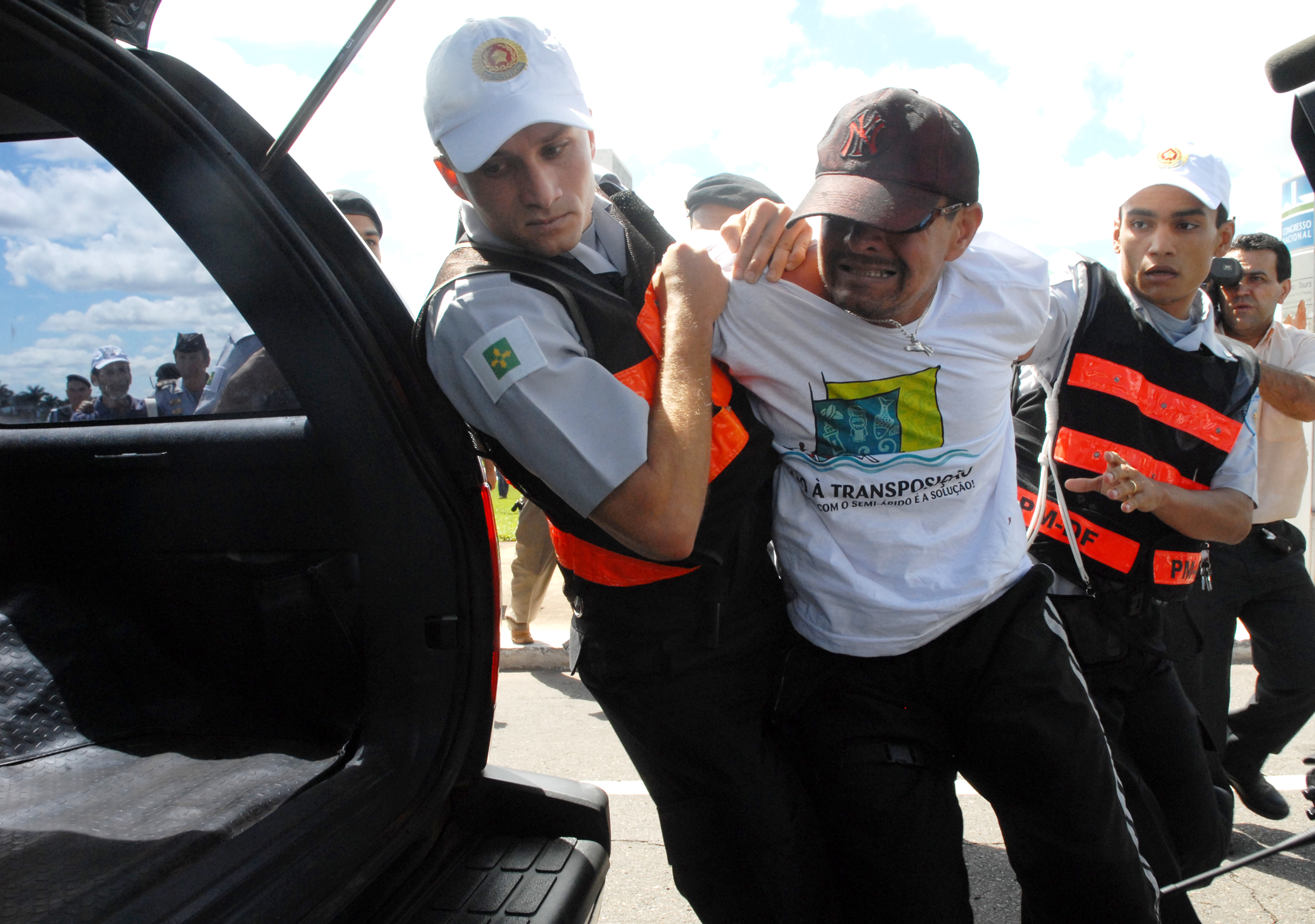
Homem sendo detido em Brasília.

Em Direito Penal, detenção pode referir-se à detenção momentânea de uma pessoa em algum lugar ou condução momentânea da pessoa a algum lugar para uma justificável averiguação e apenas pelo tempo necessário para essa averiguação. Quando praticada sem abusos, é legítimo poder de polícia. São exemplos: bloqueio policial ou a condução de um motorista a uma delegacia para conferir a autenticidade do seu documento de habilitação. 
Por metonímia, o termo "detenção" pode designar também o prédio da prisão (ou casa de detenção).

## Na legislação brasileira
A detenção também pode se referir tanto ao aprisionamento cautelar (provisório, isto é, antes do trânsito em julgado de sentença condenatória) como ao correcional, mas sempre envolve pena imposta em sentença condenatória de menor gravidade. 
A detenção correcional de um réu dá-se após o seu julgamento, sendo-lhe garantidos os direitos de ter um advogado e de permanecer em liberdade até o concurso de tal julgamento, no qual será provada a sua inocência ou culpabilidade. Segundo o artigo 33 do Código Penal, o condenado a uma pena de detenção poderá iniciar o seu cumprimento apenas em regime semiaberto ou aberto (diferentemente da reclusão, que também prevê o cumprimento do início da pena em regime fechado).
Considera-se:
- Regime aberto: a execução da pena em casa de albergado ou estabelecimento adequado.
- Regime semiaberto: a execução da pena em colônia agrícola, industrial ou estabelecimento similar.